# Ponikło kraińskie
Ponikło kraińskie (Eleocharis carniolica) – gatunek byliny z rodziny ciborowatych (turzycowatych). 

## Rozmieszczenie geograficzne
Występuje wyłącznie w Europie.  Zwarty zasięg występowania obejmuje część Europy Południowej od północnych Włoch poprzez Austrię, Słowenię, Słowację, południowo-wschodnią Polskę, Węgry, Rumunię, środkową Ukrainę po wybrzeże Morza Czarnego. W Polsce znany zaledwie z pięciu stanowisk na południu. Dwa z nich znajdują się w Kotlinie Sandomierskiej (na Płaskowyżu Tarnowskim i Tarnogrodzkim), trzy w Karpatach (w Beskidzie Niskim obok rezerwatu przyrody Źródliska Jasiołki, oraz w Bieszczadach w pobliżu miejscowości Habkowce i wzdłuż drogi Solinka – Roztoki Górne).

## Morfologia
PokrójRoślina tworząca kępki.
ŁodygiLiczne, jasnozielone, 4-graniaste z kilkoma dość głębokimi bruzdami. Osiągają wysokość 10-30 (40) cm.
KwiatyDrobne, skupione w pojedynczych kwiatostanach na szczycie łodygi, mających postać wąskojajowatego kłosa o długości do 13 mm. Kwiaty obupłciowe. Okwiat szczecinkowaty pozostający na owocu. Jego szczecinki mają długość (4)6-7(8) mm i dwa rzędy haczyków. Słupek ma 2, rzadko 3 znamiona.
OwocGładka i lśniąca niełupka o długości ok. 1 mm.

## Biologia i ekologia
Helofit lub hydrofit, a czasami także hemikryptofit. Roślina wiatropylna, kwitnąca w okresie od maja do sierpnia. Rozmnaża się także wegetatywnie przez rozmnóżki. Rośnie w miejscach wilgotnych lub okresowo zalewanych. W Polsce odnaleziony w miejscach antropogenicznych (kałuże na drodze leśnej, rowy, piaskownia). Liczba chromosomów 2n = 20.

## Zagrożenia i ochrona
Gatunek umieszczony w Polskiej Czerwonej Księdze Roślin w kategorii VU (narażony). Tę samą kategorię posiada na polskiej czerwonej liście.
Roślina objęta w Polsce ścisłą ochroną gatunkową od 2004 r. Znajduje się również w wykazie gatunków dyrektywy siedliskowej i  konwencji berneńskiej.
Zagrożeniem dla gatunku jest niewielka liczba jego stanowisk i niewielka liczba osobników na poszczególnych stanowiskach. Bieszczadzkie stanowiska znajdują się w obrębie Jaśliskiego Parku Krajobrazowego, stanowisko w Beskidzie Niskim znajduje się ok. 200 m od rezerwatu, na obszarze niechronionym. Wskazany byłby stały monitoring tych stanowisk i uprawa tego gatunku w ogrodach botanicznych.